# Ivana Kerlesová
Ivana Kerlesová, rozená Tomková (* 30. června 1978 České Budějovice) je česká novinářka, podnikatelka, spoluzakladatelka hnutí Trikolóra a lokální politička.

## Politické působení
Ve volbách do krajských zastupitelstev v roce 2020 se ucházela o post hejtmanky Jihočeského kraje za hnutí Trikolóra. Působila rovněž jako mluvčí hnutí. Na začátku roku 2021 Trikolóru opustila.
Stala se lídryní pro Jihočeský kraj za hnutí Přísaha ve volbách do Poslanecké sněmovny Parlamentu České republiky v roce 2021.

## Další aktivity
Od roku 2004 je majitelkou komunikační agentury.
Od června 2013 působila několik let jako tisková mluvčí Nemocnice České Budějovice.
Je předsedkyní a spoluzakladatelkou spolku Pro dostavbu Jaderné elektrárny Temelín.